# John Milledge
John Milledge (ur. 1 stycznia 1757 w hrabstwie Richmond, zm. 9 lutego 1818 tamże) – amerykański polityk.

## Życiorys
Urodził się 1 stycznia 1757 na terenie hrabstwa Richmond. Pobierał prywatne lekcje, studiował prawo i gdy został przyjęty do palestry, otworzył prywatną praktykę w Savannah. Walczył w amerykańskiej wojnie o niepodległość, w czasie której ograbił magazyn broni palnej w Savannah. Został schwytany przez Brytyjczyków i skazany na powieszenie. Udało mu się uniknąć szubienicy, lecz koloniści uznali go za szpiega. W 1780 roku zaangażował się w politykę, zostając prokuratorem stanowym Georgii na dwuletnią kadencję. Na przełomie lat 80. i 90. XVIII wieku zasiadał w legislaturze stanowej. W 1792 roku wygrał uzupełniające wybory do Izba Reprezentantów, które miały obsadzić wakat po wygaszeniu mandatu Anthony’emu Wayne’owi. W izbie niższej Kongresu zasiadał (z ramienia demokratycznych republikanów) do 1799 i ponownie od 1801 do czasu swojej rezygnacji w maju 1802 roku. Został wówczas wybrany gubernatorem Georgii i pełnił tę funkcję przez cztery lata. W 1806 roku wygrał wybory uzupełniające do Senatu, które miały obsadzić wakat po śmierci Jamesa Jacksona. Mandat senatora sprawował do czasu swojej rezygnacji w listopadzie 1809 roku. Od stycznia do maja 1809 roku pełnił funkcję przewodniczącego pro tempore. Po złożeniu mandatu, wycofał się ze służby publicznej, ze względu na chorobę żony. Zmarł 9 lutego 1818 roku na terenie hrabstwa Richmond.
Był dwukrotnie żonaty: z Marthą Galphin i Ann Lamar; miał czworo dzieci. Był jednym z założycieli University of Georgia.